# Robert Schörgenhofer
Robert Schörgenhofer (Dornbirn, Vorarlberg, 1973. február 12. –) osztrák nemzetközi labdarúgó-játékvezető.

## Pályafutása

### Nemzeti játékvezetés
A játékvezetői vizsgát 1991-ben tette le, 2005-ben lett az I. Liga játékvezetője.

### Nemzetközi játékvezetés
Az Osztrák labdarúgó-szövetség Játékvezető Bizottsága (JB) 2007-ben terjesztette fel nemzetközi játékvezetőnek, a Nemzetközi Labdarúgó-szövetség (FIFA) bíróinak keretébe. Több nemzetek közötti válogatott és klubmérkőzést vezetett. UEFA besorolás szerint 2011-től az „elit” kategóriába tevékenykedik. Az osztrák  nemzetközi játékvezetők rangsorában, a világbajnokság-Európa-bajnokság sorrendjében többedmagával a 11. helyet foglalja el 6 találkozó szolgálatával.
Válogatott mérkőzéseinek száma: 16 (2014).

#### Világbajnokság

##### U20-as labdarúgó-világbajnokság
Kolumbia rendezte a 2011-es U20-as labdarúgó-világbajnokságot, ahol a FIFA JB hivatalnoki szolgálattal bízta meg.
| Időpont            | Helyszín                      | Mérkőzés típusa              | Mérkőzés              | Eredmény | Nézők száma |
| ------------------ | ----------------------------- | ---------------------------- | --------------------- | -------- | ----------- |
| 2011. július 31.   | Központi Stadion, Armenia     | csoportmérkőzés (D. csoport) | Nigéria–Guatemala     | 5 : 0    |             |
| 2011. augusztus 3. | Palogrande Stadion, Manizales | csoportmérkőzés (C. csoport) | Ausztrália–Costa Rica | 2 : 3    | 10 132      |

#### Európa-bajnokság

##### U21-es labdarúgó-Európa-bajnokság
Dánia rendezte a 2011-es U21-es labdarúgó-Európa-bajnokságot, ahol az UEFA/FIFA JB bíróként foglalkoztatta.
| Időpont          | Helyszín                  | Mérkőzés típusa              | Mérkőzés                 | Eredmény | Nézők száma |
| ---------------- | ------------------------- | ---------------------------- | ------------------------ | -------- | ----------- |
| 2011. június 11. | Városi Stadion, Aalborg   | csoportmérkőzés (A. csoport) | Dánia–Svájc              | 0 : 1    | 9 678       |
| 2011. június 15. | Központi Stadion, Viborg  | csoportmérkőzés (B. csoport) | Csehország–Spanyolország | 0 : 2    | 4 600       |
| 2011. június 22. | Kijelölt Stadion, Herning | egyik elődöntő               | Svájc–Csehország         | 1 : 0    | 5 038       |

---
Az európai-labdarúgó torna döntőjéhez vezető úton Ukrajnába és Lengyelországba a XIV., a 2012-es labdarúgó-Európa-bajnokságra az UEFA JB játékvezetőként vette igénybe.

##### 2012-es labdarúgó-Európa-bajnokság

###### Selejtező mérkőzés
| Időpont             | Helyszín                       | Mérkőzés típusa           | Mérkőzés               | Eredmény | Nézők száma |
| ------------------- | ------------------------------ | ------------------------- | ---------------------- | -------- | ----------- |
| 2010. szeptember 3. | Ceahlăul Stadion, Piatra-Neamt | előselejtező (D. csoport) | Albánia–Románia        | 1 : 1    | 13 400      |
| 2011. szeptember 6. | Wembley Stadion, London        | előselejtező (G. csoport) | Anglia–Wales           | 1 : 0    | 77 128      |
| 2011. október 7.    | Köztársasági Stadion, Jereván  | előselejtező (B. csoport) | Örményország–Macedónia | 4 : 1    | 14 403      |

#### Nemzetközi kupamérkőzések

##### Intertotó-kupa
| Időpont         | Helyszín                  | Mérkőzés típusa             | Mérkőzés                              | Eredmény | Nézők száma |
| --------------- | ------------------------- | --------------------------- | ------------------------------------- | -------- | ----------- |
| 2007. július 7. | ZTE Stadion, Zalaegerszeg | nyári kupamérkőzés (2. kör) | Zalaegerszegi TE FC – FK Rubin Kazany | 0 : 3    | 5 500       |

## Magyar vonatkozás
| Időpont            | Helyszín                      | Mérkőzés típusa          | Mérkőzés                    | Eredmény | Nézők száma |
| ------------------ | ----------------------------- | ------------------------ | --------------------------- | -------- | ----------- |
| 2008. november 19. | Windsor Park Stadion, Belfast | 837. válogatott mérkőzés | Észak-Írország–Magyarország | 0 : 2    | 9 908       |